# Dalmácia (Velencei Köztársaság)
A Velencei (Köztársasághoz tartozó) Dalmácia (latinul Dalmatia Veneta, olaszul Dalmazia veneziana) a Velencei Köztársaság területi közigazgatási egysége a 15.–18. században. Fővárosa Zára (a mai Zadar) volt.

## Története

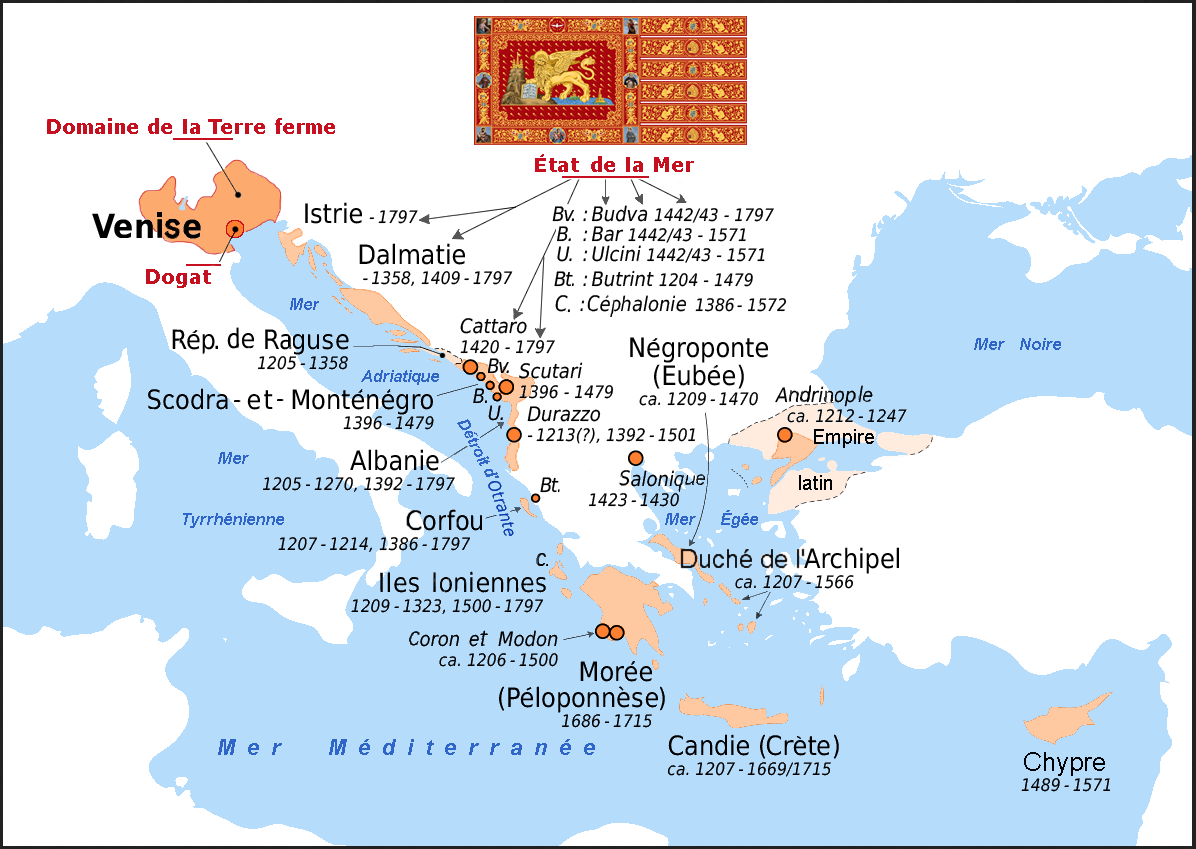
A Velencei Köztársaság területe

### Létrejötte
Luxemburgi Zsigmond magyar király és a nápolyi Anjou-dinasztia között húsz évig tartó háború után László nápolyi király úgy döntött, hogy 1409-ben mindössze százezer dukátért eladja a meghódított Dalmáciát Velencének.
Zsigmond megpróbálta visszaszerezni az elvesztett Dalmáciát, de a velenceieknek sikerült legyőzniük a seregét, Ozorai Pipó vezetésével az 1412-es mottai csatában. Dalmácia ezután csaknem négy évszázadon át Velence birtoka maradt.

### Megszűnése
A Velencei Dalmácia 1797-ben szűnt meg, amikor a Velencei Köztársaság területét Bonaparte Napóleon francia csapatai teljesen elfoglalták és a Velencei Köztársaságot felszámolták. Az egykori Velencei Dalmácia területe rövid ideig az újonnan megalakult Itáliai Királyság, majd az Illír tartományok része volt, amely az Első Francia Császárság autonóm része volt. Napóleon végső veresége után a területet a bécsi kongresszus 1815-ben az Osztrák Császársághoz rendelte.

## Fordítás
- Ez a szócikk részben vagy egészben  a   Benátská Dalmácie című cseh Wikipédia-szócikk ezen változatának fordításán alapul.  Az eredeti cikk szerkesztőit annak laptörténete sorolja fel. Ez a jelzés csupán a megfogalmazás eredetét és a szerzői jogokat jelzi, nem szolgál a cikkben szereplő információk forrásmegjelöléseként.